# Ballymote
Ballymote (iriska: Baile an Mhóta) är en ort i grevskapet Sligo i Republiken Irland. Vid orten möts regionalvägarna R293, R295 och R296. Järnvägslinjen mellan Dublin och Sligo går genom Ballymote. Tätorten (settlement) Ballymote hade 1 549 invånare vid folkräkningen 2016.
I Ballymote finns ett slott som har en tillhörande golfbana vid kanten.